# All your base are belong to us

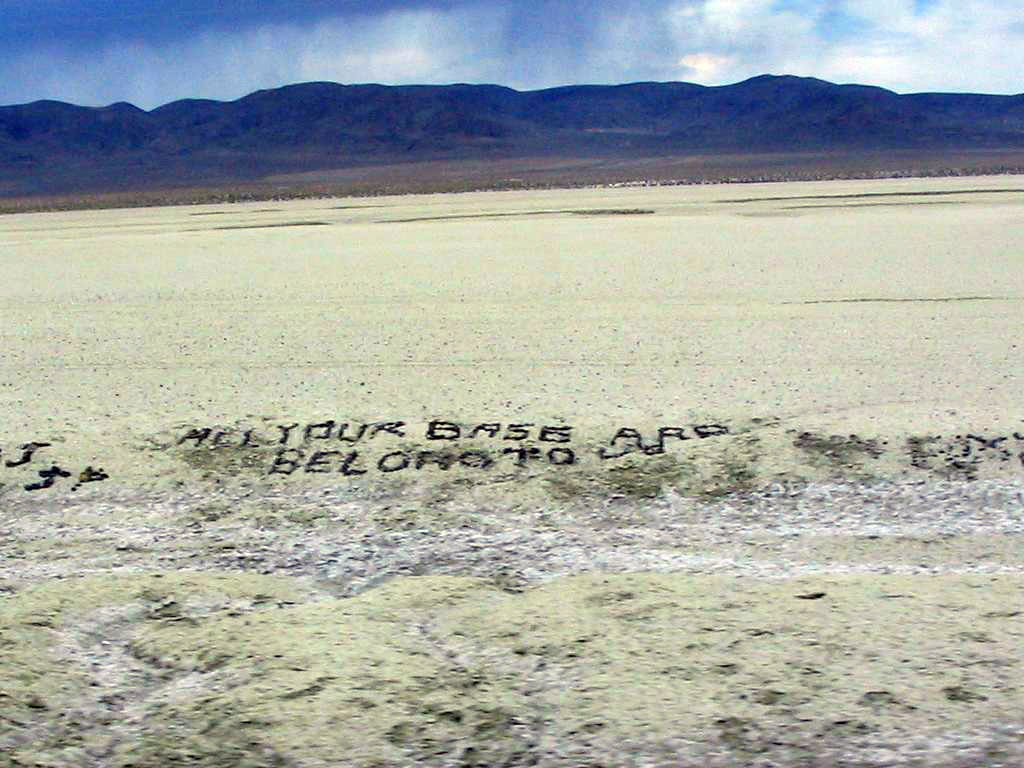
La phrase écrite autour de l'U.S. Route 50 au sud-ouest de Fallon, ville du Nevada.

 (février 2010).
Si vous disposez d'ouvrages ou d'articles de référence ou si vous connaissez des sites web de qualité traitant du thème abordé ici, merci de compléter l'article en donnant les références utiles à sa vérifiabilité et en les liant à la section « Notes et références ».
All your base are belong to us (traduction littérale : « Toutes votre base sont nous appartiennent  [sic] ») est une phrase à l'origine d'un mème internet, entre 2000 et 2003[réf. nécessaire]. Cette phrase est tirée de la version en engrish du jeu vidéo japonais Zero Wing (1989).

## All your base are belong to us
Cette phrase, parfois abrégée en « AYBABTU » ou plus simplement « AYB », est tirée de la traduction anglaise d'un jeu vidéo, Zero Wing, sur Mega Drive. L'introduction du jeu en question avait été traduite de manière calamiteuse par les Japonais, les dialogues entre les personnages prenant une tournure totalement incompréhensible et absurde, proche du charabia (pour de telles traductions, les anglophones parlent d'« engrish »).
Le dialogue reproduit la conversation entre un militaire (Captain) et le leader maléfique d'une force ennemie (Cats). Les plus grosses fautes du dialogue, et les plus reprises dans le phénomène AYB, sont « All your base are belong to us », « Somebody set up us the bomb » (« Quelqu'un nous allumer — allument ? — la bombe ») et « For great justice » (« Pour la grande justice »). Ces dialogues n'ont pas grand-chose à voir avec les dialogues originaux de la version japonaise.
Il est assez facile de donner une traduction corrigée : par exemple la forme correcte de la phrase incriminée serait « All of your bases belong to us » pour « Toutes vos bases nous appartiennent ». Mais même cette version serait très appauvrie par rapport à la version originale.
Le dialogue de la version anglaise au complet :

« In A.D. 2101 War was beginning.

Captain: What happen?

Mechanic: Somebody set up us the bomb.

Operator: We get signal.

Captain: What!

Operator: Main screen turn on.

Captain: It's you!!

Cats: How are you gentlemen!! All your base are belong to us. You are on the way to destruction.

Captain: What you say!!

Cats: You have no chance to survive make your time. Ha Ha Ha Ha...

Operator: Captain!!

Captain: Take off every 'Zig'!! You know what you doing. Move 'Zig'. For great justice. »

Littéralement, on peut traduire cela ainsi :

« En l'an 2101. La guerre était en train de commencer.

Capitaine : Quoi arriver ?

Mécanicien : Quelqu'un a mis en place nous la bombe.

Opérateur : Nous avons signal.

Capitaine : Quoi !

Opérateur : Écran principal allume.

Capitaine : C'est vous !!

Cats : Comment allez-vous messieurs !! Toutes votre base sont appartiennent à nous. Vous êtes sur le chemin de destruction.

Capitaine : Quoi vous dites !!

Cats : Vous n'avez aucune chance de survivre faites votre temps. Ha Ha Ha Ha…

Opérateur : Capitaine !!

Capitaine : Faites décoller chaque 'Zig' !! Vous savez ce que vous faire. Bougez 'Zig'. Pour la grande justice. »

Une traduction correcte à partir du japonais pourrait être :

« En l'an 2101, la guerre avait commencé.

Capitaine : Mais qu'est-ce que c'était ?

Ingénieur : Quelqu'un a allumé une bombe dans/sur le vaisseau.

Opérateur des Communications : Capitaine !! Nous recevons une transmission.

Capitaine : QUOI ?!

Opérateur des Communications : Je passe le message entrant sur l'écran principal.

Capitaine : V… Vous !

Cats : Vous avez l'air très occupés, messieurs. Avec l'aide des forces de la Fédération gouvernementale, toutes vos bases sont passées sous le contrôle de CATS. Votre vaisseau court également à sa perte.

Capitaine : C'est.. c'est ridicule ! (ou bien : C'est... c'est impossible !)

Cats : Nous vous remercions de votre coopération. Chérissez les derniers moments de vos vies. Ha ha ha ha…

Opérateur des Communications : Capitaine..

Capitaine : Je vous ordonne de déployer toutes les unités ZIG ! Nous n'avons pas d'autre choix. Ce sont nos espoirs pour notre avenir. Nous comptons sur vous les ZIG ! »

## Le phénomène AYB
« All your base are belong to us » fait partie intégrante de la culture Web depuis ses origines grand public en 1995. AYBABTU est initialement un signal de victoire lancé par un hacker qui a réussi, par exemple, à devenir l'utilisateur root sur une machine tierce.
Un groupe de gabber (une variante de la musique techno), The Laziest Men on Mars, fera même une chanson intitulée Invasion of the Gabber Robots en échantillonnant les répliques digitalisées de Zero Wing. De nombreuses affiches, slogans, publicités et photos sont détournés pour y afficher le slogan « All Your Base Are Belong to Us ». La phrase devient une sorte de code humoristique, parfois détourné au profit de causes politiques, ou de hackers, sarcastiques ou non (All your data are belong to us pour signifier la dépendance des grandes entreprises vis-à-vis de leurs sous-traitants informatiques, ou encore All your vote are belong to us). À Ljubljana (Slovénie), le cybercafé libre Kiberpipa s’est inspiré de cette phrase pour son slogan (All our code are belong to you, « Tout notre code sont appartiennent à vous », puisque tous les ordinateurs fonctionnent sous Linux).
En 2001, un certain Bad CRC produit une vidéo reprenant la chanson des Laziest Men on Mars et certains de ses détournements. C'est à ce jour le document le plus connu du phénomène AYB.
À noter que, bien que plus rares, certains de ces détournements concernent les autres phrases « For great justice », « How are you gentlemen » ou encore « Somebody set up us the bomb ».
Bien qu'en 2004 le phénomène se soit fortement réduit, de nombreux sites continuent de relayer et de produire les détournements AYB. Des chansons ont même été enregistrées, parodiant de grands classiques de la chanson anglophone (Billy Joel, Nirvana) et reprenant les phrases de l'introduction de Zero Wing.
Sur les serveurs de jeu multijoueurs, par exemple ceux de Counter-Strike, de nombreux joueurs continuent de clamer ces phrases, parfois jusqu'à l'excès, au risque de se faire bannir.
En 2008, Weezer reprend dans son clip Pork and Beans, regroupant de nombreux phénomènes internet, la fameuse image issue du jeu avec comme paroles : « All your pork and beans are belong to us ».
En 2011, l'artiste français de musique électronique 2080 sort un clip appelé My Megadrive. Sur ce clip en animations pixelisées, on peut voir l'artiste se faire voler la console SEGA par un garçon s'écriant : « All your SEGA are belong to me ».
En 2011, The Gag Quartet, groupe israélien composé de Gilad Chehover à la batterie, Guy Bernfeld à la basse et Or Paz à la guitare, a réalisé un mashup rassemblant quarante mèmes dans un seul titre : Le Internet Medley. « All your base are belong to us » fait partie de ces quarante mèmes.

## Au-delà du Web
Le phénomène, très populaire, a dépassé les simples frontières du Web pour infiltrer le monde réel. Plusieurs faits divers ont découlé du phénomène AYB.
Ainsi, le 1er avril 2003 dans une petite bourgade du Michigan, plusieurs jeunes gens ont placé dans toute la ville des inscriptions clamant « All your base are belong to us. You have no chance to survive make your time ». De nombreux résidents se plaignirent, disaient-ils, du mauvais goût de ce poisson d'avril alors que les États-Unis étaient en pleine guerre contre l'Irak. Le chef de la police locale alla même jusqu'à déclarer que ces inscriptions pouvaient être interprétées comme terroristes. Fin 2003, un autre incident du même genre, interprété comme une attaque terroriste, fit fermer temporairement un lycée en Californie.
Un peu partout aux États-Unis, cette phrase fut taguée sur des murs, des panneaux ou des ponts. Un téléscripteur piraté de la chaîne câblée News 14 Carolina (en) afficha même un jour ledit message.
Dans le film Les Mondes de Ralph (2012), un graffiti portant l'inscription « All your base are belong to us » peut être vu lorsque Ralph sort du Meeting des méchants.
Dans la saison 1 de la série télévisée suédoise Real Humans : 100 % humain, le mot de passe du chef des services secrets est aybabtu!.

## Du jeu vidéo à la réalité au jeu vidéo
On trouve de très nombreuses références au phénomène AYB dans les médias nord-américains, ainsi que dans les jeux vidéo (surtout en Occident) produits après 2001.
Ainsi, pour parler du retrait des forces armées des États-Unis de l'étranger, le magazine Web Slate titra en août 2004 « All your base are belong to U.S. » (U.S. étant l'abrégé de United States).
Un épisode de la série animée Futurama comporte un extraterrestre clamant cette phrase.
Peu connue au Japon, la phrase apparaît néanmoins dans certains animes : dans le long-métrage Amer Béton (coproduction américaine-japonaise), on l'aperçoit qui s'inscrit sur un écran Game Over reflété.
Dans la musique, le clip de My Feelings for You du DJ suédois Avicii mentionne la phrase « All your feelings are belong to us… ;-) ».
Dans les jeux vidéo, le phénomène AYB est presque devenu un gimmick, bien que dans certaines traductions françaises les phrases ne soient pas rendues ou traduites directement (le phénomène n'ayant pas percé en France). Parmi les exemples les plus connus dans les jeux vidéo, on peut citer :
- Civilization III, où la défaite conduit à un écran où les joueurs contrôlés par l'ordinateur insultent le joueur en lui disant (entre autres) « All your base are belong to us ».
- Max Payne, où l'on peut lire sur une devanture « 615 ALL YOUR BASE ARE ... ».
- Warcraft III, où les cheats codes « Allyourbasearebelongtous » et « Somebodysetupusthebomb » conduisent respectivement à une victoire ou à une défaite immédiate.
- Age of Empires, où le cheat code « allyourbasearebelongtous » mène à une victoire immédiate.
- Age of Empires Collection, où le cheat code « all your base are belong to us » permet d'obtenir 100 000 unités de chaque matériau (bois, pierre, or, fer, nourriture).
- Myth III, où un samouraï s'écrie « For great justice ! ».
- Command and Conquer : Alerte rouge 2 – La Revanche de Yuri, où on peut entendre Yuri s'écrier « soon, all your bases will belong to me » (avec pour une fois une grammaire correcte).
- Command and Conquer : Alerte rouge 3 : Dans la bande originale, le titre 29 de James Hannigan est intitulé : "All Your Base Are Belong to Us".
- Command and Conquer: Generals : un des teasers de la GLA[3] contient la fameuse phrase, à 0:32. Elle est également présente dans le teaser de Command and Conquer: Alerte Rouge III.
- Empire Earth, où « All your base are belong to us » est le cheat code permettant d'avoir 100 000 unités de chaque ressource, et « Somebody set up us the bomb » celui permettant de gagner la partie.
- Halo: Combat Evolved, dans le menu.[précision nécessaire]
- Phoenix Wright: Ace Attorney, dans lequel on apprend que le Samouraï d'acier, héros d'une série pour les enfants, a pour devise dans la version anglaise : « For great justice ! »
- Les Simpson, le jeu, à l'intèrieur de la soucoupe l'un des écrans montre All your base are belong to us avec Kang et Kodos remplaçant Cats.
- Escape Velocity: Nova, où il est possible de rencontrer Cats (dans un Leviathan rouge), qui dit alors (si on choisit l'option Greetings) : « How are you gentlemen!! All your base are belong to us. You have no chance to survive make your time. Ha ha ha... ».
- Guild Wars et Guild Wars 2, dans lesquels une compétence est nommée « For Great Justice ! » (dans la version française la compétence s'appelle simplement « Pour la Justice »).
- Age of Mythology, où les ours disponibles avec les cheats codes, qui lancent des lasers par les yeux et se téléportent, disent quand on les sélectionne en VO : « All your base are belong to us ».
- Final Fantasy XI, dans la version anglaise du jeu, un personnage déclare au sujet d'une cité conquise par ses troupes : « Then all your Jeuno are belong to us! ».
- Call of Duty: Modern Warfare 2, dans le mode multijoueur, un titre à débloquer s'appelle « Toute votre base » (« All your base » dans la version anglaise).
- Dans le huitième épisode de la série Super Mario Bros z, Bowser hurle sur l'un de ses serviteurs lorsque, en activant l'écran principal, il dit : « Main screen turn on ».
- Dans le jeu Intrusion, on peut voir certaines fois quand un système est hacké « All your database are belong to us!:) ».
- Half-Minute Hero, dans le mode « Hero 30 », un seigneur du mal vole les couleurs du monde pour que celui-ci prenne l'apparence des jeux rétros, il dit : « All your color are belong to us ».
- Radical Dreamers (sorti sur le Satellaview de la Super Nintendo uniquement au Japon), en faisant certaines manipulations dans le sound test, on peut voir la scène d'introduction du jeu Zero Wing avec les personnages dans les décors de Radical Dreamers.
- Dans l'extension Undead Nightmare du jeu Red Dead Redemption, si toutes les villes sont sauvées en même temps, le joueur obtient le succès/trophée « All your town are belong to us ».
- Demigod, où l'un des succès à débloquer pour le demi dieu Taille Tour s'intitule « All Your Base Are Belong To Taille Tour ».
- Plants vs. Zombies, le dix-neuvième puzzle s'intitule « all your brainz r belong to us ».
- Tropico 4, quand des rebelles posent une bombe dans une industrie, le joueur reçoit un message dans un anglais approximatif : « Somebody set up the bomb. All your building are belong to us. What you say ».
- Serious Sam 3 BFE, lorsque le boss Warship est vaincu, Sam dit : « All your base are belong to us, mother fucker ! ».
- Orcs Must Die!, une des répliques des orques est « All your fortresses are belong to us » dans la version anglaise, laquelle a été traduite par « Toutes vos forteresses sont nous appartiennent » dans la version française.
- Scribblenauts, où quand on tape « all your base are belong to us » dans le bloc-note, apparaît une image du jeu montrant Cats sur un fond orange dans une sorte de machine.
- Evoland, où dans le premier village, dans le magasin d'aventurier, en cliquant sur l'étagère avec une plante, apparaît le texte « All your chest are belong to us ».
- Watch Dogs permet de hacker des panneaux routiers sur lesquels on peut voir apparaître ce texte.
- Dans le jeu Punch Club, après avoir battu le dernier alligator, le choix « Toutes vos bases elles appartiennent à nous ! » apparaît.
- Game Dev Tycoon, lorsque l'on crée un nouveau moteur de jeu, à partir du deuxième local, on peut se faire attaquer en justice pour plagiat par une société du nom de All your IP are belong to us.
- FNAF World dans le mini-jeu "Foxy.Exe", quand le joueur perd le mini-jeu (en se frottant trois fois à Old Freddy ou The Distorted Cat), Withered Foxy apparaît à l'écran, disant au joueur d'une étrange voix[évasif] « All your base are belong to us ».
- League of Legends, le skin de lancement « Programme Camille » du champion Camille, dans sa version anglaise, possède une ligne de texte qui est jouée lorsqu'elle entre dans la base ennemie : « All your base are belong to us ».
- Otogi Spirit Agents, dans la partie histoire 3.1.5 de la version anglaise, le Commodore Perry dit : « All your cute girl merchandise is belong to us! ».
- Dans Guitar Hero 5, l'un des trophées est nommé « All four bass are belong to us ». Comme le nom le laisse deviner, pour l'obtenir, il faut jouer un morceau à quatre, dans lequel tous les joueurs auront choisi la basse comme instrument.

La littérature non plus n'est pas épargnée, puisque dans le roman « Net Force: The Archimedes Effect » (de Steve Perry et Larry Segriff, publié chez Berkley Books en 2006 (ISBN 0-425-20424-3)), le héros (Jay Gridley, prodige informatique travaillant pour la Net Force, la police américaine de l'Internet), reprend, citant de multiples clins d'œil intégrés au code d'une simulation de réalité virtuelle, cette phrase « All your code are belong to us », en précisant bien qu'il s'agit d'une allusion au troisième ou quatrième degré, accessible seulement aux hackers linuxiens…
Le phénomène AYB a donc été marquant par son ampleur et sa durée, bien qu'il demeure très peu connu en France et dans le monde francophone.

## Dialogue de fin deZero Wing
Bien que moins remarquée que l'introduction du jeu, la fin anglaise de Zero Wing comporte aussi des erreurs.
Le texte écrit est le suivant :

« Congratulation!!

A.D 2111

All bases of Cats were destroyed

It seems to be peaceful.

But it is incorrect.

Cats is still alive.

Zig-01 must fight

Against Cats again.

And down with them

Completely! Good luck. »

Ce qui pourrait se traduire mot à mot par :

« Félicitation !!

2111 après Jésus-Christ

Toutes les bases de Cats étaient détruites

Cela semble être paisible.

Mais c'est incorrect.

Cats est toujours en vie.

Zig-01 doit se battre

Encore contre Cats.

Et en bas avec eux

Complètement ! Bonne chance. »

Une traduction grammaticalement correcte aurait été :

« Félicitations !!

En 2111 après Jésus-Christ,

Toutes les bases de Cats sont détruites

La paix semble être revenue.

Mais ce n'est pas le cas.

Les Cats sont toujours en vie.

Il va encore falloir se battre

Jusqu'à en finir avec eux définitivement.

Bonne chance. »

### Livre
C'est également le titre d'un ouvrage d'histoire du jeu vidéo: 
- Harold Goldberg, AYBABTU, Paris, Allia, 2013, 448 p. (ISBN 978-2-84485-708-8)